# 拉格爾角

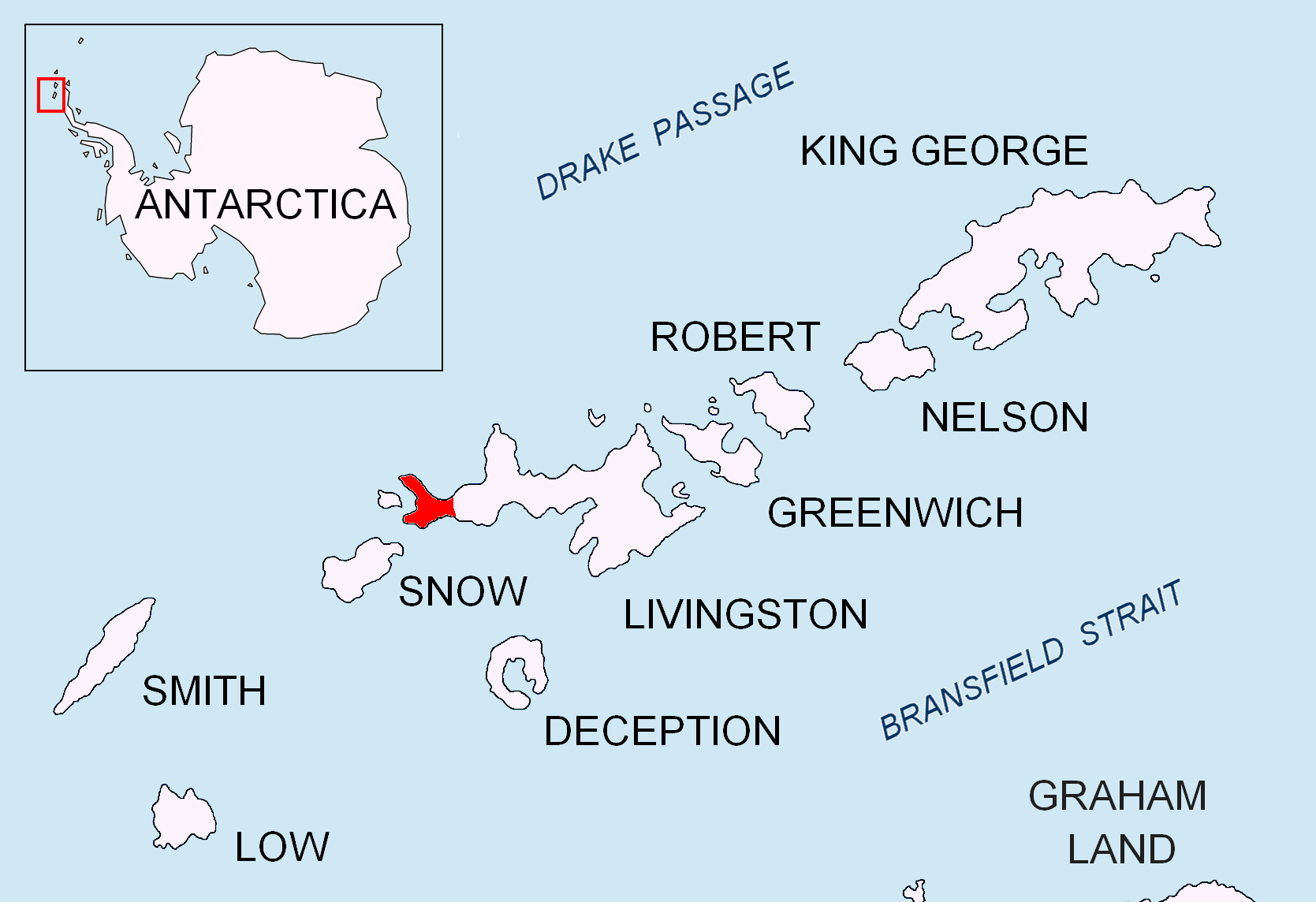

拉格爾角（英語：Laager Point）是南極洲的海岬，位於南設得蘭群島中利文斯頓島的拜爾斯半島，處於開始角東南面6.45公里、尼科波爾角西北面4.9公里、德維爾斯角東北面4.09公里和文德角東南面2.14公里。
62°38′16.1″S 61°08′55.2″W / 62.637806°S 61.148667°W